# El núcleo del disturbio
El núcleo del disturbio es el primer libro de cuentos de la escritora argentina Samanta Schweblin, publicado en 2002 bajo la editorial Ediciones Destino.

## Temáticas
En su primer libro de cuentos, Schweblin utiliza el terror como metáfora para indagar en diversos temas. En Matar a un perro, se utiliza el asesinato de un perro como metáfora del asesinato de un humano, y la venganza que de ese hecho se desprende. En Mujeres desesperadas, un grupo de mujeres es abandonado por sus prometidos a un costado de la ruta sin motivo aparente y de manera totalmente impune, haciendo una alusión al sexismo.

## Contenido
El núcleo del disturbio consta de doce relatos:
- Hacia la alegre civilización de la Capital
- Matar a un perro
- Mujeres desesperadas
- Adaliana
- La pegajosa baba de un sueño de revolución
- El destinatario
- Agujeros negros
- Mismo lugar
- El momento
- La verdad acerca del futuro
- Más ratas que gatos
- La pesada valija de Benavides

Algunos relatos de esta colección volvieron a aparecer en otros libros de la autora. Hacia la alegre civilización de la Capital, Matar a un perro, Mujeres desesperadas, Agujeros negros, La verdad acerca del futuro y La pesada valija de Benavides aparecieron en la edición Pájaros en la boca y otros cuentos. En esta edición, se cambió el título del primer relato a Hacia la alegre civilización.

## Recepción
El cuento Hacia la alegre civilización de la Capital obtuvo en 2001 el primer premio del Concurso Nacional Haroldo Conti. Asimismo, la colección ganó ese mismo año el primer premio del Fondo Nacional de las Artes de Argentina.